# Stettener Weinberg
Stettener Weinberg ist ein mit Verordnung des Regierungspräsidiums Tübingen vom 14. September 1990 ausgewiesenes Naturschutzgebiet mit der Nummer 4.173.

## Lage
Das Naturschutzgebiet befindet sich im Naturraum Südwestliches Albvorland. Es grenzt östlich an den Stadtteil Stetten der Stadt Haigerloch. Es ist Teil des FFH-Gebiets Nr. 7619-311 Gebiete zwischen Bisingen, Haigerloch und Rosenfeld.

## Schutzzweck
Laut Verordnung ist der wesentliche Schutzzweck die Erhaltung eines vielfältig strukturierten Landschaftsteiles des mittleren Eyachtales mit der daran gebundenen extensiven landwirtschaftlichen Nutzung als Lebensraum für gefährdete und geschützte Tier- und Pflanzenarten sowie als kulturhistorisches Relikt. Von besonderer ökologischer und landschaftsästhetischer Bedeutung sind hierbei:
- die Halbtrockenrasen und Wacholderheiden;
- die Flachmoore und Quellsümpfe;
- die Waldsäume;
- die Feldhecken und Einzelbäume.

## Flora und Fauna
Im Gebiet wurden 191 Pflanzen- und 45 Vogelarten gezählt. In den Quellsumpfbereichen des Schutzgebiets wurden fünf gefährdete Pflanzenarten gefunden: Sumpf-Stendelwurz, Sumpf-Dreizack, Breitblättriges Wollgras, Davalls Segge und Entferntährige Segge. In den Halbtrockenrasen des Gebiets kommt die Bienen-Ragwurz vor. In den Hecken und Gebüschen der Wacholderheide wurden beobachtet: Rotmilan, Braunkehlchen, Heidelerche und Neuntöter. 